# Keonjhar (ciutat)
Keonjhar o Kendujhar és una ciutat i municipi de l'Índia, a l'estat d'Orissa, capital del districte de Kendujhar (també Kendujhargarh) situada a 21° 38′ N, 85° 35′ E / 21.63°N,85.58°E. Segons el cens del 2001 la població era de 51.832 habitant. La població el 1901 era de 4.532 habitants. La seva importància deriva d'haver estat capital del principat de Keonjhar, que des de l'1 de gener de 1948 va esdevenir un dels districtes d'Orissa.